# Listă de filme de groază din 2012
Aceasta este o listă de filme de groază din 2012.
| Titlu                         | Regizor                                                            | Distribuție                                                                      | Țara         | Note                   |
| ----------------------------- | ------------------------------------------------------------------ | -------------------------------------------------------------------------------- | ------------ | ---------------------- |
| 1920: Evil Returns            | Bhushuan Patel                                                     |                                                                                  | India        | [ 1 ]                  |
| 2-Headed Shark Attack         | Christopher Douglas Olen Ray                                       | Brooke Hogan, Lauren Perez, Carmen Electra                                       | USA          | [ 2 ]                  |
| 3AM 3D                        | Patchanon Thammajira, Kirati Nak-intanon, Issara Nadee             | Focus Jeerakul, Toni Rakkaen, Chakhrit Yamnam                                    | Thailand     | [ 3 ]                  |
| 9・9・81                      | Various                                                            | Patitta Attayatamavittaya, Setthasitt Limkasidej, Thiti Vetchabul                | Thailand     | [ 4 ]                  |
| 12/12/12 (film)               | Jared Cohn                                                         | Sara Malakul Lane, Jesus Guevara, Steve Hanks                                    | USA          | [ 5 ]                  |
| The ABCs of Death             | Various                                                            | Various                                                                          | USA          | [ 6 ]                  |
| American Mary                 | Jen and Sylvia Soska                                               |                                                                                  | Canada       | [ 7 ]                  |
| Bait                          | Kimble Rendall                                                     | Xavier Samuel, Sharni Vinson, Adrian Pang                                        | Australia    | [ 8 ]                  |
| The Barrens                   | Darren Lynn Bousman                                                | Stephen Moyer, Mia Kirshner, Allie MacDonald                                     | Canada       | [ 9 ]                  |
| The Bay                       | Barry Levinson                                                     | Nansi Aluka, Christopher Denham, Stephen Kunken                                  | USA          | [ 10 ]                 |
| Berberian Sound Studio        | Peter Strickland                                                   | Toby Jones, Antonio Mancino, Fatma Mohamed                                       | UK           | [ 11 ]                 |
| Bhoot Returns                 | Ram Gopal Varma                                                    |                                                                                  | India        | [ 12 ]                 |
| Bigfoot: The Lost Coast Tapes | Corey Grant                                                        | Drew Rausch, Rich McDonald, Ashley Wood                                          | USA          | [ 13 ]                 |
| Blood Stained Shoes           | Raymond Yip                                                        | Ruby Lin, Kara Hui, Monica Mok                                                   | China        | [ 14 ] [ 15 ]          |
| Bunshinsaba                   | An Byung-ki                                                        | Mei Ting, Guo Jingfei, Wu Chao                                                   | China        | [ 16 ]                 |
| The Cabin in the Woods        | Drew Goddard                                                       | Kristen Connolly, Chris Hemsworth, Anna Hutchison                                | USA          | [ 17 ]                 |
| Chernobyl Diaries             | Brad Parker                                                        | Jesse McCartney, Jonathan Sadowski, Devin Kelley                                 | USA          | [ 18 ]                 |
| The Collection                | Marcus Dunstan                                                     | Emma Fitzpatrick, Josh Stewart, Christopher McDonald                             | USA          | [ 19 ]                 |
| Citadel                       | Ciaran Foy                                                         | Aneurin Barnard, Amy Shiels, Wunmi Mosaku                                        | UK           | [ 20 ]                 |
| Cockneys vs Zombies           | Matthias Hoene                                                     |                                                                                  | UK           | Horror comedy          |
| Dark Flight                   | Issara Nadee                                                       | Marsha Vadhanapanich, Peter Knight, Patcharee Tubthong                           | Thailand     | [ 22 ]                 |
| Dark Shadows                  | Tim Burton                                                         | Johnny Depp, Michelle Pfeiffer, Helena Bonham Carter                             | USA          | [ 23 ]                 |
| Dead Sushi                    | Noboru Iguchi                                                      | Rina Takeda, Shigeru Matsuzaki, Kentaro Shimazu                                  | Japan        | [ 24 ]                 |
| The Death is Here             | David Kuan                                                         | He Dujuan, Zak Di, Wang Yi                                                       | China        | [ 25 ]                 |
| Decay                         | Luke Thompson                                                      | Zoë Hatherell, Tom Procter, Stewart Martin-Haugh, Sara Mahmoud, William P.Martin | UK           | [ 26 ]                 |
| The Devil Inside              | William Brent Bell                                                 | Fernanda Andrade, Simon Quarterman, Evan Helmuth                                 | USA          | [ 27 ]                 |
| Dracula 3D                    | Dario Argento                                                      | Thomas Kretschmann, Asia Argento, Marta Gastini                                  | Italy        | [ 28 ] [ 29 ]          |
| Excision                      | Richard Bates, Jr.                                                 | Annalynne McCord, Traci Lords, Ariel Winter                                      | USA          | [ 30 ]                 |
| Ghost Day                     | Thanit Jitnukul, Titipong Chaisati, Sorathep Vetwongsatip          | Apisit Opasaimlikit, Pimradapa Wright, Padong Songsang                           | Thailand     | [ 31 ]                 |
| Grabbers                      | Jon Wright                                                         | Richard Coyle, Ruth Bradley, Russell Tovey                                       | UK           | [ 32 ]                 |
| Grave Encounters 2            | John Poliquin                                                      | Richard Harmon, Leanne Lapp, Dylan Playfair                                      | USA          | [ 33 ]                 |
| Harpoon                       | Zhou Yaowu                                                         | Monika Mok, Hu Bing, Wang Shuangbao                                              | China        | [ 34 ]                 |
| Haunted Poland                | Pau Masó                                                           | Ewelina Lukaszewska, Pau Masó, Irene Gonzalez                                    | !            | [ 35 ]                 |
| Horror Stories                | Im Dae-woong, Jeong Beom-Sik, Hong Ji-young, Kim Sun, Kim Gok      |                                                                                  | South Korea  | [ 36 ]                 |
| Hotel Transylvania            | Genndy Tartakovsky                                                 |                                                                                  | USA          | Horror comedy          |
| John Dies at the End          | Don Coscarelli                                                     | Chase Williamson, Rob Mayes, Paul Giamatti                                       | USA          | Horror comedy          |
| The Lords of Salem            | Rob Zombie                                                         | Sheri Moon Zombie, Ernest Thomas, Jeff Daniel Phillips                           | USA          | [ 39 ]                 |
| Lovely Molly                  | Eduardo Sanchez                                                    | Alexandra Holden, Johnny Lewis                                                   | USA          | [ 40 ]                 |
| Maniac                        | Franck Khalfoun                                                    | Elijah Wood, Megan Duffy, Nora Arnezeder                                         | France       | [ 41 ]                 |
| Modus Anomali                 | Joko Anwar                                                         | Rio Dewanto, Hannah Al Rashid, Izzi Isman                                        | Indonesia    | [ 42 ]                 |
| Nightmare                     | Herman Yau                                                         | Fiona Sit, Huang Xuan, Zhou Chuchu                                               | China        | [ 43 ]                 |
| No One Lives                  | Ryuhei Kitamura                                                    | Luke Evans, Adelaide Clemens, Lee Tergesen                                       | USA          | [ 44 ]                 |
| The Pact                      | Nicholas McCarthy                                                  | Caity Lotz, Kathleen Rose Perkins, Haley Hudson                                  | USA          | [ 45 ]                 |
| Painless                      | Juan Carlos Medina                                                 | Tomas Lemarquis, Juan Diego, Alex Brendemühl                                     | France       | [ 46 ]                 |
| Paranormal Activity 4         | Henry Josst, Ariel Schulman                                        | Kathryn Newton                                                                   | USA          | [ 47 ]                 |
| Piranha 3DD                   | John Gulager                                                       | Danielle Panabaker, Matthew Bush, Chris Zylka                                    | USA          | [ 48 ]                 |
| The Possession                | Ole Bornedal                                                       | Jeffrey Dean Morgan, Kyra Sedgwick, Natasha Calis                                | USA          | [ 49 ]                 |
| Prometheus                    | Ridley Scott                                                       | Noomi Rapace, Michael Fassbender, Charlize Theron                                | USA          | Science fiction horror |
| Rape Zombie: Lust of the Dead | Naoyuki Tomomatsu                                                  | Arisu Ozawa, Asami, Yui Aikawa                                                   | Japan        | [ 51 ]                 |
| REC 3: Genesis                | Paco Plaza                                                         | Diego Martín, Leticia Dolera, Javier Botet                                       | Spain        | [ 52 ]                 |
| Sadako 3D                     | Tsutomu Hanabusa                                                   |                                                                                  | Japan        | [ 53 ] [ 54 ]          |
| Shackled                      | Upi Avianto                                                        | Abimana Aryasatya, Imelda Therinne, Laudya Chintya Bella                         | Indonesia    | [ 55 ]                 |
| Silent Hill: Revelation 3D    | Michael J. Bassett                                                 | Adelaide Clemens, Sean Bean, Radha Mitchell                                      | Canada       | [ 56 ] [ 57 ]          |
| Silent House                  | Chris Kentis, Laura Lau                                            | Elizabeth Olsen                                                                  | USA          | [ 58 ] [ 59 ]          |
| Silent Night                  | Miller Steven                                                      | Jamie King, Donal Logue, Malcolm McDowell                                        | USA          | [ 60 ]                 |
| Sinister                      | Scott Derrickson                                                   | Ethan Hawke, Vincent D'Onofrio, James Ransone                                    | USA          | [ 61 ]                 |
| Smiley                        | Michael J. Gallagher                                               | Caitlin Gerard, Melanie Papalia, Shane Dawson                                    | USA          | [ 62 ]                 |
| Stitches                      | Conor McMahon                                                      | Ross Noble, Tommy Knight                                                         | Ireland      | [ 63 ]                 |
| Storage 24                    | Johannes Roberts                                                   | Noel Clarke, Colin O'Donoghue, Antonia Campbell-Hughes                           | UK           | [ 64 ]                 |
| ThanksKilling 3               | Jordan Downey                                                      | Dan Usaj, Joe Hartzler, Marc M.                                                  | USA          | [ 65 ]                 |
| Tiktik: The Aswang Chronicles | Erik Matti                                                         | Dingdong Dantes, Joey Marquez, Lovi Poe                                          | Philippines  | [ 66 ]                 |
| Underworld: Awakening         | Mans Marlind, Bjorn Stein                                          | Kate Beckinsale, Stephen Rea, Michael Ealy                                       | USA          | [ 67 ]                 |
| V/H/S                         | Adam Wingard, David Bruckner, Ti West, Glenn McQuaid, Joe Swanberg | Joe Swanberg, Adam Wingard, Sophia Takal                                         | USA          | [ 68 ]                 |
| The Woman in Black            | James Watkins                                                      | Daniel Radcliffe, Ciarán Hinds, Janet McTeer                                     | Canada       | [ 69 ]                 |